# Лейк-Вікінг (Міссурі)
Лейк-Вікінг (англ. Lake Viking) — переписна місцевість (CDP) в США, в окрузі Девісс штату Міссурі. Населення — 486 осіб (2020).

## Географія
Лейк-Вікінг розташований за координатами 39°55′59″ пн. ш. 94°4′1″ зх. д. / 39.93306° пн. ш. 94.06694° зх. д. (39.933070, -94.066987).  За даними Бюро перепису населення США в 2010 році переписна місцевість мала площу 22,66 км², з яких 20,40 км² — суходіл та 2,26 км² — водойми.

## Демографія
Згідно з переписом 2010 року, у переписній місцевості мешкали 483 особи в 232 домогосподарствах у складі 167 родин. Густота населення становила 21 особа/км².  Було 526 помешкань (23/км²).
Расовий склад населення:
| - 98,3 % — білих - 0,6 % — корінних американців |

До двох чи більше рас належало 1,0 %. Частка іспаномовних становила 1,2 % від усіх жителів.
За віковим діапазоном населення розподілялося таким чином: 13,0 % — особи молодші 18 років, 53,9 % — особи у віці 18—64 років, 33,1 % — особи у віці 65 років та старші. Медіана віку мешканця становила 59,1 року. На 100 осіб жіночої статі у переписній місцевості припадало 101,2 чоловіків;  на 100 жінок у віці від 18 років та старших — 97,2 чоловіків також старших 18 років.
Середній дохід на одне домашнє господарство  становив 40 784 долари США (медіана — 31 711), а середній дохід на одну сім'ю — 44 352 долари (медіана — 39 219). За межею бідності перебувало 9,4 % осіб, у тому числі 0,0 % дітей у віці до 18 років та 10,6 % осіб у віці 65 років та старших.
Цивільне працевлаштоване населення становило 140 осіб. Основні галузі зайнятості: фінанси, страхування та нерухомість — 23,6 %, освіта, охорона здоров'я та соціальна допомога — 20,0 %, роздрібна торгівля — 12,1 %, транспорт — 7,1 %.